# فيليب الكسندر بروس
فيليب الكسندر بروس (بالإنجليزية: Philip Alexander Bruce)‏ هو مؤرخ أمريكي، ولد في 7 مارس 1856، وتوفي في 16 أغسطس 1933.